# (957) Камелия
(957) Камелия (лат. Camelia) — сравнительно небольшой астероид главного пояса, который был открыт 7 сентября 1921 года Карлом Рейнмутом в обсерватории Хайдельберг и назван в честь латинского названия рода вечнозелёных деревьев или кустарников семейства чайные.
- Орбита астероида Камелия и его положение в Солнечной системе